# Zahn

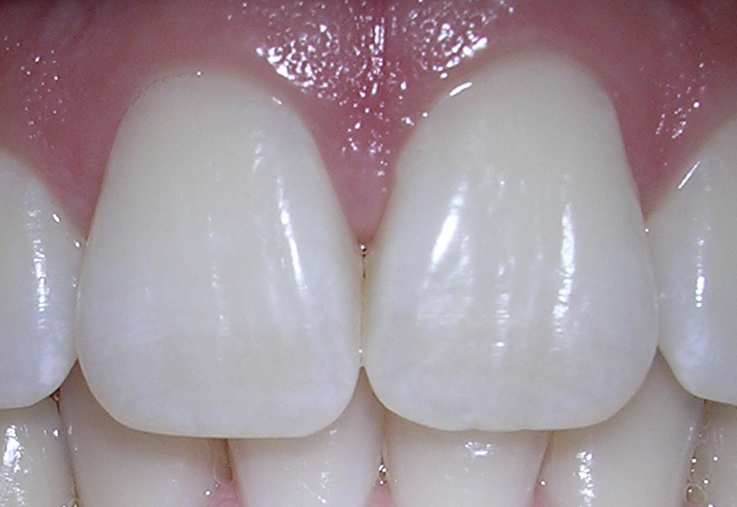
Mittlere obere Schneidezähne

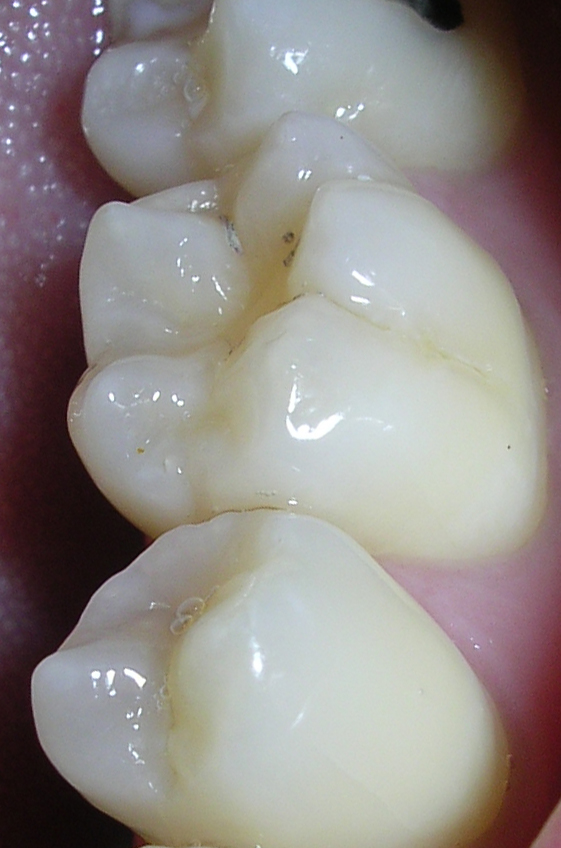
Unterer linker Prämolar und Molar

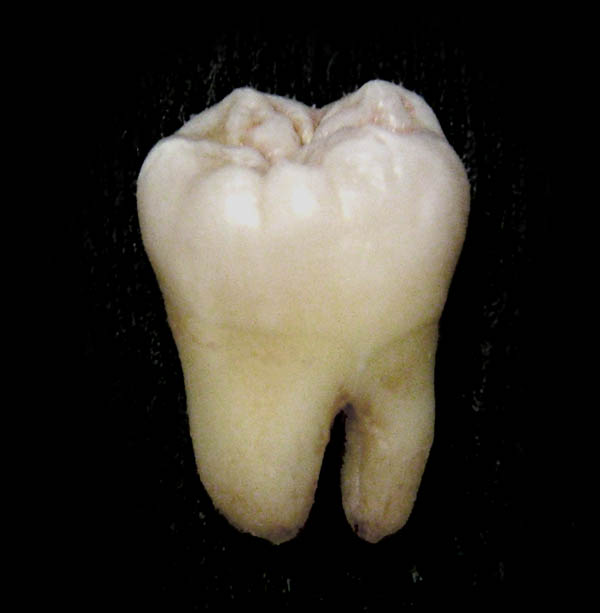
Unterer Weisheitszahn

Der Zahn (Plural Zähne), lateinisch und fachsprachlich Dens (Plural Dentes), ist ein Hartgebilde in der Mundhöhle von Wirbeltieren. Mit den Zähnen wird Nahrung ergriffen, zerkleinert und zermahlen. Sie haben sich bei den Wirbeltieren nach dem Form-Funktionsprinzip entwickelt. Beim Menschen kommen als Funktionen noch die Lautbildung (insbesondere der Dentallaute) und soziale Funktionen hinzu.

## Etymologie
Das Wort Zahn stammt über mittelhochdeutsch zan(t) von althochdeutsch zan(d) und gehört wie lateinisch dens zur indogermanischen Wortwurzel (e)don/dnt- (urgerm. *tanþ-, *tunþ-, lat. dens‚ griech. ὀδούς (odoús), ved. dánt- etc. 'Zahn', aus indogerman. *h1dont-, *h1dṇt-, Partizip Aktiv zu *h1ed- 'essen').

## Entwicklungsgeschichte
Entwicklungsgeschichtlich sind Zähne ektodermale Hartgebilde (Derivate der Außenhaut, die in den Mund gewandert sind), die durch Induktion des darunterliegenden Mesenchym der Neuralleiste entstehen. Dabei liefert das Ektoderm den harten Schmelz, das Mesenchym die restlichen Bestandteile der Zähne wie Dentin, Zement, und den Zahnhalteapparat. In ihrer Gesamtheit bezeichnet man sie als Gebiss. Sie treten erstmals bei den Kiefermäulern (Fische und Landwirbeltiere) auf. Sie entwickelten sich aus den einfachen Hautzähnen vorzeitlicher Fische. Die Schuppenzähne verschmolzen zu Hartgebilden mit basaler Knochenmasse, Dentinkrone und innerer Pulpahöhle. Bei den Säugetieren (Mammalia) stellen sie den modifizierten Rest des ektodermalen Exoskeletts stammesgeschichtlich älterer Wirbeltiere dar. Primär zahnlos sind die Kieferlosen (Agnatha), die bis auf die Neunaugen und Schleimaale ausgestorben sind. Sekundär zahnlos geworden sind die Schildkröten, Vögel und die Ursäuger (Monotremata, eierlegende Säugetiere). Säugetiere nutzen im Gegensatz zu Fischen, Amphibien und Reptilien die Zähne nicht nur zum Greifen, sondern auch zum Zerkleinern (Kauen) der Nahrung.

## Echte und unechte Zähne

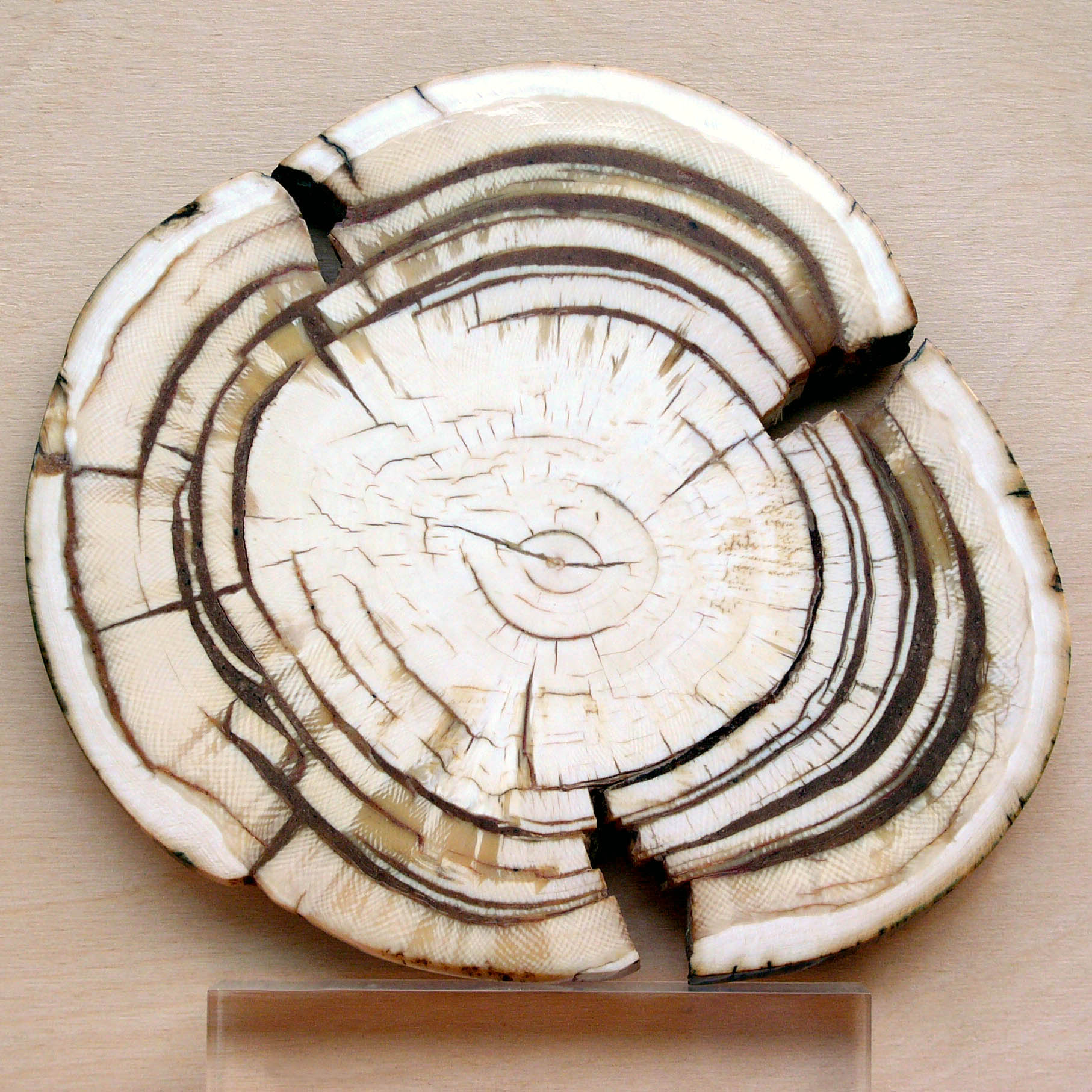
Querschnitt durch den fossilen, wurzellosen Stoßzahn eines Mammuts

Im Tierreich unterscheidet man echte und unechte Zähne.
1. Die echten Zähne bestehen aus den drei Zahnsubstanzen Schmelz (Enamelum), Dentin und Zement sowie der Pulpa (Zahnmark). Sie werden auch Dentinzähne genannt, weil das Dentin den Hauptbestandteil bildet (siehe heterodontes Gebiss).
2. Bei den unechten Zähnen fehlen die Hartsubstanzen Schmelz, Dentin und Zement. Es handelt sich meist um Hornzähne, wie sie zum Beispiel im Schlund und in der Speiseröhre der Lederschildkröten zu finden sind. Primitive wurzellose Zähne kommen bei Fischen, Amphibien und Reptilien vor und stellen den Grundtyp der Zähne dar. Sie können die Form von leicht zugespitzten, konischen Kegel-Zähnen haben, die bei Haien kantig oder mehrzackig, bei Fischen zu Pflasterzähnen, bei Schlangen zu Giftzähnen umgebildet sein können (siehe homodontes Gebiss).

Vulgo wird mit „unechte Zähne“ auch Zahnersatz verschiedenster Art beim Menschen umschrieben.

## Zahnarten
Nach dem Zeitpunkt des Durchbruchs, der Größe und der Form unterscheidet man bei Säugetieren:
- Milchzähne (Dentes decidui – lat. wörtlich: abfallende) und
- Bleibende Zähne (Dentes permanentes – fortdauernde) nach dem Zahnwechsel.

Nach der Stellung im Gebiss unterscheidet man:
- Schneidezähne (Dentes incisivi, Incisivi – einschneidende),
- Eckzähne (Dentes canini, Canini – hündische),
- Vormahlzähne (Dentes praemolares, Prämolaren) und
- Mahlzähne (Dentes molares, Molaren).

Schneide- und Eckzähne bilden beim Menschen die sogenannten Frontzähne – 3 je Quadrant, Vormahl- und Mahlzähne die 5 Backenzähne.
Bei den anderen Klassen finden sich zahlreiche weitere Formen von Zähnen, wie die Sägezahngebisse der Haie oder „Raspel“-Zahn-Gebisse bei blutsaugenden Neunaugen. (Als Sägezähne werden spitze Zähne bezeichnet, die im Oberkiefer- bzw. Unterkiefer gegeneinander versetzt angeordnet sind, wobei bei geschlossenem Maul die Zähne der oberen Reihe in die Lücke der unteren greifen.).

## Zahntypen
Nach der Kronenhöhe werden bei Säugetieren nieder- bis hochkronige Zähne unterschieden. Zähne mit hoher Krone werden weiter in solche mit sich spät schließender Wurzel und wurzellose Zähne mit sich gar nicht schließender Wurzel und unbegrenztem Wachstum unterteilt. Nachwachsende Zähne finden sich auch bei Fischen, Amphibien und Reptilien. Nach der Kronenform unterscheidet man:
- bunodonte Zähne: höckrige Kaufläche
- brachydonte Zähne: kurze Zahnkrone
- hypselodonte Zähne: prismenförmige Zahnkrone
- lophodonte Zähne: Zahn mit Hügeln oder Kämmen
- sekodonte Zähne: scharfkantige, schneidende Zähne
- selenodonter Zahn: Kaufläche mit mondförmigen Einstülpungen (Kunden)
- zygodonte Zähne: Zahnkrone mit Leisten oder Kämmen

## Aufbau des Zahns

1. Zahn 2. Zahnschmelz 3. Dentin (Zahnbein) 4. Pulpencavum mit Pulpa 5. Kronenpulpa 6. Wurzelpulpa 7. Wurzelzement 8. Zahnkrone 9. Höcker 10. Fissur 11. Zahnhals 12. Zahnwurzel 13. Bifurkation 14. Wurzelspitze 15. Foramen apicale 16. Sulcus gingivae 17. Zahnhalteapparat 18. Zahnfleisch: 19. oral oder vestibulär 20. marginal 21. alveolar 22. Wurzelhaut mit Sharpey-Fasern 23. Alveolarknochen (Die feine gelbe Linie ist die Lamina dura). 24. Gefäße und Nerven: 25. Pulpa 26. Parodontium 27. Canalis mandibulae.

Jeder (echte) Zahn besteht aus der Zahnkrone (Corona dentis), dem Zahnhals (Cervix dentis, seltener: Collum dentis) und der Zahnwurzel (Radix dentis) und ist aus mehreren Schichten aufgebaut. Bei einem gesunden Zahn sieht man nur den Zahnschmelz, der wie eine Glasur das innen liegende Zahnbein (Dentin) bedeckt. Das Dentin wiederum umschließt das Zahnmark (Pulpa). Die Wurzel wird bis zum Zahnhals von Wurzelzement (Cementum) und Wurzelhaut umschlossen.

### Zahnschmelz (Enamelum)
Der Zahnschmelz (Latein: Enamelum) ist die härteste Substanz des menschlichen Körpers mit einer Vickershärte von 250 bis 550 und einer Druckfestigkeit von 300 bis 450 MPa. Sein Elastizitätsmodul beträgt 50.000–85.000 MPa (Körber, 1995). Der Zahnschmelz wird von schmelzbildenden Zellen, den Adamantoblasten (auch Ameloblasten genannt), gebildet. Er besteht zu 95 Prozent aus Hydroxylapatit (Ca5(PO4)3 OH), einem kristallinen Material, dessen Hauptanteile Calcium und Phosphat sind. Der Zahnschmelz ist für wasserlösliche Stoffe geringfügig durchlässig, zum Beispiel für seine Bestandteile Calcium und Phosphat, sowie für Fluoride. Mit Hilfe von Fluoriden wird das Hydroxylapatit in das härtere Fluorapatit (Ca5(PO4)3(F)) umgewandelt. Deshalb werden diese zur Härtung des Zahnschmelzes in Zahnpasten verwendet. Hingegen können Säuren dem Zahn schaden, weil sie aus dem Zahnschmelz das Calcium und Phosphat herauslösen und ihn damit aufweichen (siehe Karies).

### Zahnbein (Dentin)
Unter dem Zahnschmelz liegt das Zahnbein. Es stellt die Hauptmasse des Zahnes dar. Die Hartsubstanz des Dentins besteht wie beim Zahnschmelz aus Calcium und Phosphat, allerdings nur zu zwei Dritteln, der Rest ist Eiweiß und Wasser, weshalb Dentin weicher und anfälliger gegen Karies ist als der Zahnschmelz. Das Dentin ist schmerzempfindlich. Hitze-, Kälte- und Berührungsreize führen zu Flüssigkeitsbewegungen in den Dentinkanälchen (die im Bereich des Zahnhalses bis an die Oberfläche reichen können). Dies reizt die Tomes'schen Fasern, Zellfortsätze der Odontoblasten (dentinbildende Zellen). Die Odontoblasten stehen mit freien Nervenendigungen in Verbindung, die den Reiz als Schmerzempfindung ans Zentralnervensystem weiterleiten.
Das Dentin ist wesentlich elastischer als der Zahnschmelz (Elastizitätsmodul 15.000–20.000 MPa), da es über einen deutlich höheren Anteil an organischer Substanz verfügt. Die Vickershärte beträgt beim Zahnbein 60–70 und die Druckfestigkeit liegt bei 200–350 MPa (Körber, 1995).

### Zahnmark (Pulpa)
Das Dentin umschließt wiederum den inneren Teil des Zahns, die Pulpa (Zahnmark), das von Blutgefäßen und Nervenfasern durchzogen wird und den Zahn ernährt. Die Nervenfasern der Oberkieferzähne entstammen dem Nervus infraorbitalis, die der Unterkieferzähne dem Nervus alveolaris inferior. Der Zahn besitzt kein Lymphabflusssystem – mit ein Grund dafür, dass eine Pulpitis („Zahnnerventzündung“) nicht wieder abheilen kann.

### Wurzelzement (Cementum)
Im Wurzelbereich wird das Dentin vom Wurzelzement (neutr.), (Latein: Cementum, seltener: Substantia ossea dentis) bedeckt, der dritten Zahnhartsubstanz neben dem Zahnschmelz und dem Dentin. Das Wurzelzement, das Wurzeldentin als dünne Schicht umschließend, ist im Bereich der Zahnwurzel die äußere Hülle des Zahnes und „mauert“ diese im Kiefer ein. Doch hat die Verbindung zum Kieferknochen, in dem jeder Zahn in seinem Zahnfach (Alveole) aufgehängt ist, eine gewisse Elastizität (siehe Zahnhalteapparat).
Unter dem Elektronenmikroskop wird die poröse Oberflächenstruktur der Zahnwurzel sichtbar. Feinste Nervenausläufer überziehen die poröse Oberfläche der Wurzel. Von diesen Nervenausläufern geht die Temperatur- und Berührungssensibilität bei zurückgebildetem Zahnfleisch aus.
Das Wurzelzement ist in seiner Struktur wie auch Härte dem menschlichen Knochen ähnlich (Druckfestigkeit 15 kg/mm², Zugfestigkeit 10 kg/mm²). Er gehört bereits zum Zahnhalteapparat, da an ihm die parodontalen Fasern ansetzen, die die Zähne in der Alveole beweglich verankern (Hellwig u. a., 1999b).

## Zahnbefestigung

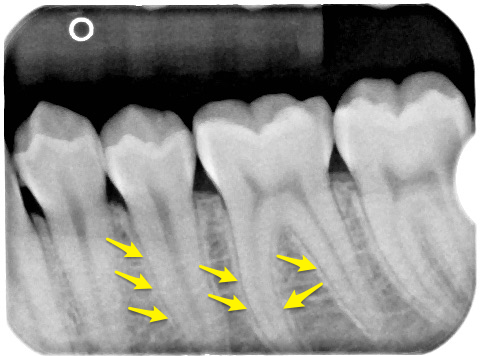
Pfeile markieren exemplarisch eine helle Linie, die Lamina dura.

Als Wurzelhaut (Syn.: Periodontium) wird das Bindegewebe des Zahnhalteapparates bezeichnet. Diese Sharpey-Fasern, zum Periost gehörende Kollagen-Faserbündel, die in der Knochengrundsubstanz befestigt sind, bilden die Verbindung zum Wurzelzement des Zahnes. An ihnen ist der Zahn federnd befestigt und überbrückt den wenige Zehntel Millimeter breiten Spalt (Periodontalspalt) zwischen dem Zahnzement der Zahnwurzel und der knöchernen Wand des Zahnfachs (Alveole), der Lamina dura. Am Zahnhals wird der Periodontalspalt durch den supraalveolären Faserapparat (frühere Bezeichnung: Ligamentum circulare) abgedichtet.

## Zahnentstehung und -wechsel
Der Zahnschmelz entsteht aus dem Ektoderm, der Rest des Zahnes und der Zahnhalteapparat aus dem Mesoderm. In der 5. Entwicklungswoche kommt es (beim Menschen) zur Proliferation des Ektoderms, das in die Tiefe wächst und dort die Zahnleiste bildet. Ektodermale und Mesodermale Wechselwirkungen führen dazu, dass sich aus dem Ektoderm die Anlagen der epithelialen Schmelzorgane und in unmittelbarer Nachbarschaft aus dem Mesenchym die Anlage der Zahnpapille bilden. Die erste Anlage eines Zahns wird als Zahnknospe bezeichnet.
Die Theriodontia („Tierzähner“) sind Landwirbeltiere aus der Gruppe der Therapsiden („säugetierähnliche Reptilien“). Zu ihnen gehören drei höher entwickelte, vor allem carnivore Gruppen. Aus einer von ihnen, den Cynodontia, gingen schließlich die Säugetiere hervor.
Bei den meisten Säugetieren gibt es einen einmaligen Zahnwechsel (Diphyodontie). Zunächst werden Milchzähne angelegt (lacteale Dentition), die später durch die „zweiten“ oder bleibenden Zähne (permanente Dentition) ersetzt werden. Die Molaren (große Backenzähne) haben keine Milchzahnvorgänger, sie entstehen nur im bleibenden Gebiss.
Bei Fischen, Amphibien und Reptilien können die Zähne zeitlebens immer wieder durch neue ersetzt werden (Polyphyodontie). Bekannt sind hierfür z. B. die Zebrabärblinge und das „Revolvergebiss“ der Haie.

## Menschliches Gebiss

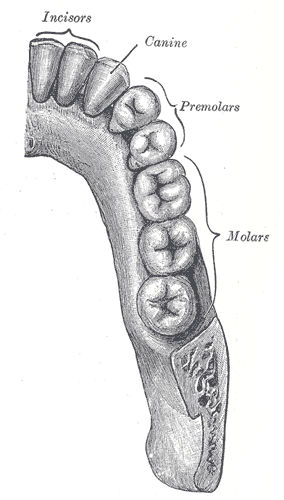
Die bleibenden Zähne beim Menschen. Rechter Unterkieferast

Der Mensch verfügt normalerweise über insgesamt 32 bleibende Zähne (inklusive der Weisheitszähne), jedoch können auch einzelne oder mehrere Zähne nicht angelegt sein: Hypodontie. Seltener liegt eine Überzahl von Zähnen vor: Hyperdontie. Das Milchgebiss umfasst 20 Milchzähne, jeweils 5 pro Quadrant. Alle Zähne im menschlichen Gebiss sind Zähne mit Zahnwurzel. Schneide- und Eckzähne bilden dabei die Frontzähne, Vormahl- und Mahlzähne die Seitenzähne (umgangssprachlich: Backenzähne).

### Zahnbezeichnungen

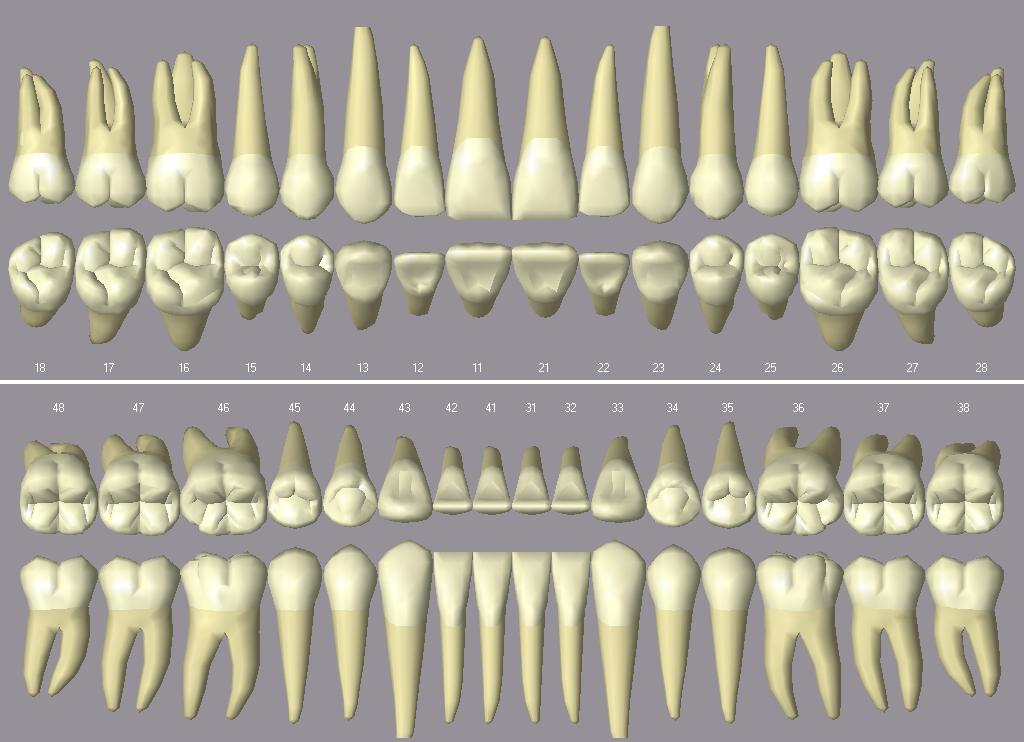
Menschliches Gebiss (Computergrafik) – Sicht horizontal von außen + vertikal von innen

Die Zähne des Menschen werden in der Zahnheilkunde durch verschiedene Zahnschemata eindeutig bezeichnet. International durchgesetzt hat sich seit 1970 das FDI-Schema der Fédération Dentaire Internationale. Jeder Zahn erhält eine Bezeichnung, die aus zwei Ziffern besteht. Die erste Ziffer bezeichnet den Quadranten, in dem sich der Zahn befindet. Die zweite Ziffer ist die Durchnummerierung der Zähne von der Mitte aus nach hinten.

## Zahnmerkmale
Menschliche Zähne haben eindeutige Zahnmerkmale. Diese machen es möglich, nur anhand der Zahnform zu bestimmen, welche Position der Zahn im Gebiss eingenommen hat.
- Anhand des Winkelmerkmals, des Krümmungsmerkmals sowie des Wurzelmerkmals ist bestimmbar, ob der Zahn zur rechten oder linken Kieferhälfte gehört.
- Die Kronenflucht gibt Auskunft darüber, ob der Zahn zum Unter- oder zum Oberkiefer gehört.
- Daneben gibt es einmal das Zahnhalsmerkmal, das von vestibulär beurteilt wird. Hierbei ist der apikalste Punkt des labialen Zahnhalses nach distal verschoben. Dieses Merkmal tritt bei Frontzähnen, insbesondere bei den beiden mittleren Schneidezähnen auf. Ferner weisen die unteren Frontzähne distal im Wurzelbereich oftmals eine Eindellung, das Furchenmerkmal auf. Durch diese Konkavität lassen sich die unteren Schneidezähne der entsprechenden  Seite zuordnen.[10]

Eine perfekte Okklusion definiert Andrews durch 6 „Schlüssel“:
- Molarenrelation: Der distobukkale Höcker des oberen ersten Molaren (Sechsjahrmolar) hat Kontakt mit dem mesiobukkalen Höcker des unteren zweiten Molaren und der mesiobukkale Höcker des oberen ersten Molaren okkludiert mit der Fossa zwischen dem mesialen (zur Mitte hin; „vorne“) und mittleren bukkalen Höcker des unteren ersten Molaren. Der mesiopalatinale Höcker des oberen ersten Molaren hat Kontakt mit der zentralen Fossa des unteren ersten Molaren.
- Kronenangulation (mesiodistale Angulation): Die Zähne sind mit ihrer Wurzel nach distal (nach hinten gelegen) geneigt.
- Kroneninklination (bukkolingualer Torque): Die Schneidezähne besitzen einen vestibulären Kronentorque, die oberen Eckzähne, Prämolaren und Molaren einen konstanten palatinalen Kronentorque und die unteren Eckzähne, Prämolaren und Molaren einen von anterior nach posterior ansteigenden lingualen Kronentorque.[12]
- Fehlende Zahnrotationen.
- Enge Kontaktpunkte zwischen den Zähnen.
- Die Okklusionskurve aller Zähne ist flach beziehungsweise besitzt nur eine leichte Spee-Kurve.

### Kieferorthopädische Merkmale
Bei den Werten, die in erster, zweiter und dritter Ordnung in Straight-Wire-Brackets einprogrammiert sind, handelt es sich um statistische Durchschnittswerte. Andrews verwendete für deren Ermittlung folgende Bezugsgrößen:
- Die Längsachse der klinischen Krone: Diese bezeichnet bei allen Zähnen, mit Ausnahme der Molaren, die an der Vestibulärfläche am weitesten vorstehende Leiste. Bei den Molaren bildet die mesiobukkale Furche die Kronenlängsachse.
- Den Längsachsenpunkt (long-axis-point, LA-Punkt)/Fazialachsenpunkt (FA-Punkt): Der LA-Punkt beziehungsweise FA-Punkt bezeichnet die Mitte der Kronenlängsachse zwischen Gingiva und Schneidekante beziehungsweise den Höckerspitzen.

Nach Andrews sollen der Mittelpunkt der Bracketbasis auf dem LA-Punkt und die Bracketflügel parallel zur Kronenlängsachse positioniert werden.

## Erkrankungen und wichtige Behandlungsformen
Die Zahnmedizin (Stomatologie) beschäftigt sich mit den Erkrankungen der Zähne (Zahnerkrankungen) und deren Therapie beim Menschen. Erkrankungen des Zahnhalteapparats sind Gegenstand der Parodontologie. Entzündungen, die von den Zähnen ausgehen bezeichnet man als odontogene Infektionen.
Die häufigste und seit vorgeschichtlicher Zeit nachweisbare Krankheit der Zähne und des Menschen überhaupt ist die Zahnkaries (Zahnfäule). In Deutschland ist nur ca. ein Prozent der Erwachsenen kariesfrei, hat also naturgesunde Zähne. Die Bemühungen mittels Gruppenprophylaxe und Individualprophylaxe führen zu immer besserer Zahngesundheit, insbesondere von Kindern und Jugendlichen, die mittels des DMFT-Index gemessen wird. Auch Erkrankungen des Zahnhalteapparats (siehe Zahnfleisch, Parodontitis) sind häufig. Ein seltenes Krankheitsbild ist die Tuberkulose der Zähne, bei der es durch zumeist bronchogene Streuung zu Entwicklung von tuberkulösen Zahngranulomen kommen kann. Orale, meist übersehene Befunde finden sich bei 1,4 % der an Tuberkulose Erkrankten.
Seit Jahrtausenden gehören Zahnfüllungen (vulgo „Plomben“), vereinzelte Zahnkronen und Kiefer-Operationen zur Gesundheitspflege von Kulturvölkern.
Wenn durch notwendig gewordene Extraktionen größere Zahnlücken entstehen, wird häufig eine Zahnprothese („dritte Zähne“) oder eine Brücke eingesetzt. Seit den 1990er-Jahren besteht auch die Möglichkeit, Zahnimplantate einzusetzen, die der Befestigung von Zahnersatz dienen.
Wachsende Bedeutung hat auch die Mundhygiene, die von Zahnärzten zur Gesunderhaltung des Gebisses angeboten wird. Durch regelmäßige Zahnpflege kann vielen Erkrankungen vorgebeugt werden.

## Zahnanomalien
Unter einer Zahnanomalie versteht man die Missbildung von Zähnen. Die häufigste Form ist der Dens invaginatus, der auch als Dens in dente bezeichnet wird. Es handelt sich um eine entwicklungsbedingte Störung, die aus einer Einstülpung des Schmelzepithels resultiert, welche vor Beginn der Mineralisation des Zahnes erfolgt. Ausgehend vom Foramen caecum oder der Höckerspitze wird das Schmelzepithel unterschiedlich tief eingestülpt.
Die Invagination kommt sowohl im Milchgebiss, als auch im bleibenden Gebiss vor. Am häufigsten ist der laterale obere Schneidezahn (Zahn 12 oder Zahn 22) betroffen.

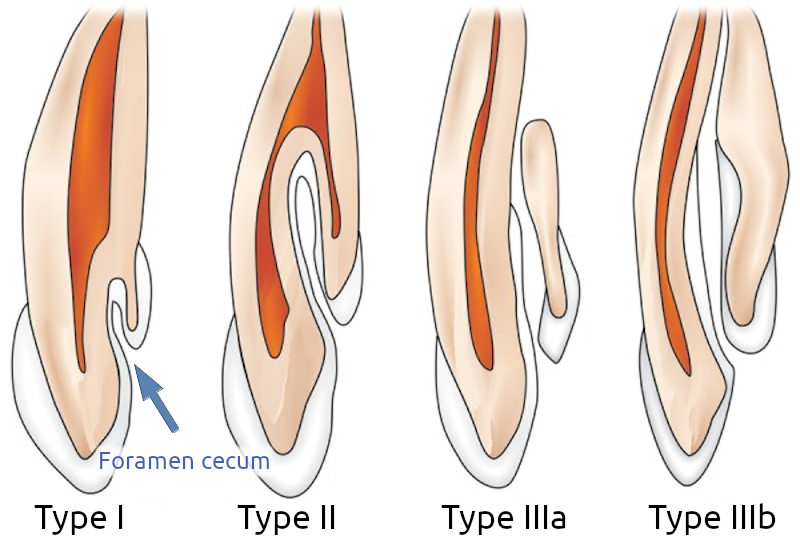
Einteilung des Dens invaginatus nach Oehlers

Die Anomalie des Dens invaginatus wird überwiegend nach der Klassifikation von Oehlers vorgenommen.
- Typ I: Die Schmelzeinstülpung endet als blinder Sack in der Zahnkrone.
- Typ II: Die Invagination reicht bis in die Zahnwurzel und kann gelegentlich mit der Pulpa kommunizieren.
- Typ III: Die Invagination endet als zweites Foramen apikale (Eintrittsöffnung der Pulpa am Ende der Zahnwurzel) im Periapikalgewebe oder lateral davon im Parodontalligament.[20]

Sehr selten kann es zur Taurodontie kommen.

### Folgen
Im Vordergrund stehen ästhetische Beeinträchtigungen, insbesondere beim Vorkommen eines Dens invaginatus im Frontzahnbereich. Funktionell kann ein solcher Zahn durch die Prädilektionsstelle an der Einstülpung für kariöse Läsionen anfälliger sein. Auf Grund der größeren Ausdehnung des Zahnes kann es zu Durchbruchsstörungen kommen. Systemisch hat diese Anomalie keine weiteren Folgen.

## Künstliche Zähne

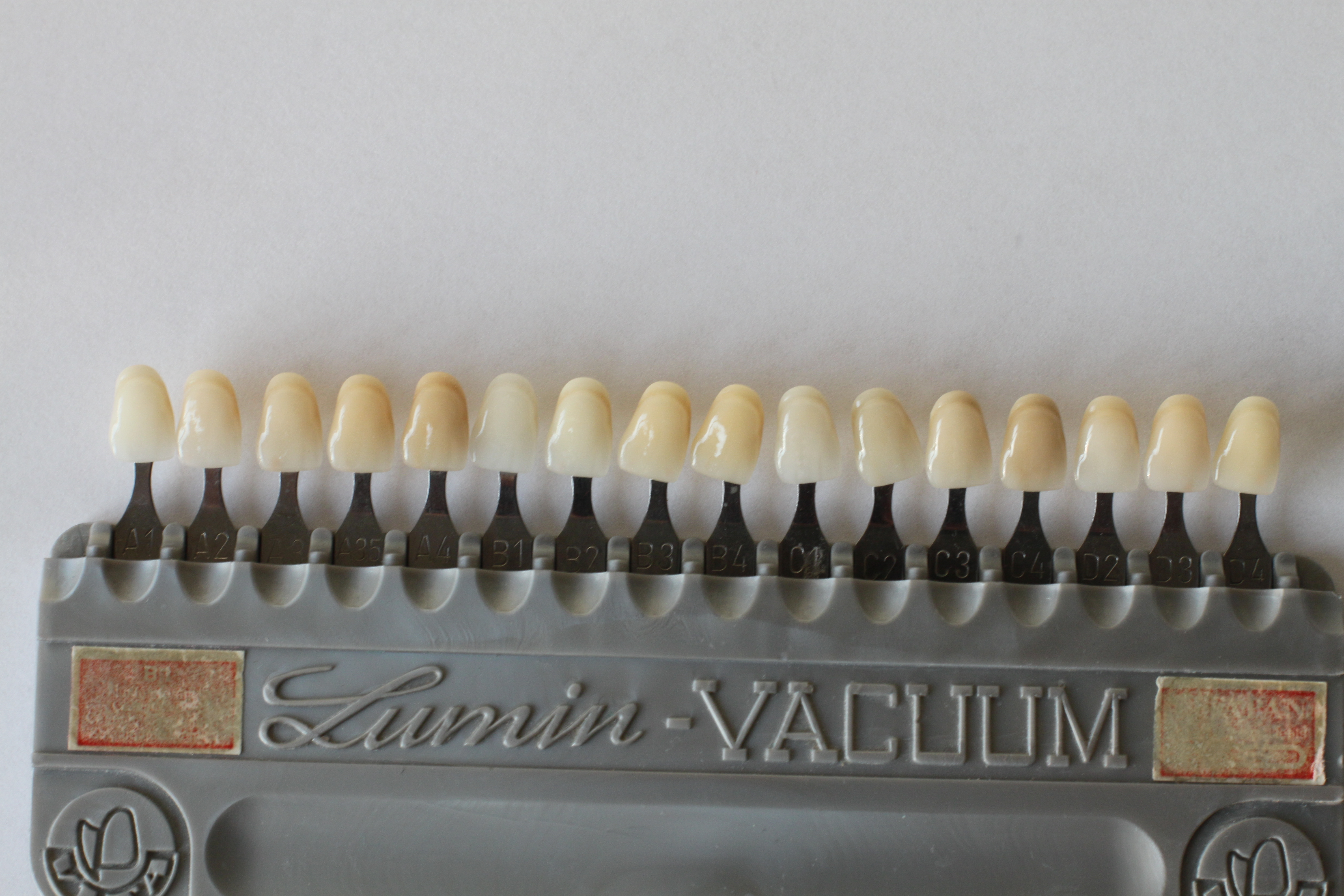
Farbskala zur Auswahl einer normierten Zahnfarbe für künstliche Zähne

Im Altertum versuchte man Zahnlosigkeit beim Menschen durch Prothesenzähne aus Knochen, Elfenbein, Holz, Kieselsteinen, tierischen oder menschlichen Zähnen zu therapieren. Keramikzähne wurden zur Jahrhundertwende des 18./19. Jahrhunderts entwickelt und hielten sich als Zahnersatz bis 1933, als durch Otto Röhm das Plexiglas (PMMA) erfunden wurde. Seitdem wurden die Kunststoffzähne weiter entwickelt und bestehen aus PMMA oder Komposite. Die industriell verarbeiteten Kunststoffe versuchen bei der Herstellung der Zähne zahlreichen Kriterien gerecht zu werden. Dazu gehören:
- Form
- Größe
- Farbe
- Charakterisierung der Farbe
- Transluzenz
- Abrasionsfestigkeit
- Bruchfestigkeit
- Okklusionsfläche
- Befestigung im Prothesenkunststoff

Im weitesten Sinne gehören zu den künstlichen Zähnen auch künstliche Zahnkronen.
Implantate sind künstliche Zahnwurzeln, auf denen künstliche Zahnkronen oder Prothesenzähne befestigt werden.